# Ігонін Олексій Андрійович
Олексій Андрійович Ігонін (рос. Алексей Андреевич Игонин, нар. 18 березня 1976, Ленінград) — колишній російський футболіст, півзахисник.
Насамперед відомий виступами за клуби «Зеніт» та «Сатурн» (Раменське), а також національну збірну Росії.

## Клубна кар'єра
У дорослому футболі дебютував 1995 року виступами за «Зеніт», в якому провів дев'ять сезонів, взявши участь у 155 матчах чемпіонату. За це час Ігонін допоміг команді виграти кубок Росії, кубок Прем'єр-ліги Росії, а також стати срібним та бронзовим призером чемпіонату. А сам Ігонін у 2002—2003 роках був капітаном команди. 
Своєю грою за цю команду привернув увагу представників тренерського штабу клубу «Чорноморець», до складу якого приєднався на початку 2004 року. Відіграв за одеську команду півроку, провівши за цей час дванадцять ігор у чемпіонаті й дві в кубку.
Протягом 2004–2010 років захищав кольори «Сатурну» (Раменське), поки клуб не було розформовано, а гравці не отримали статус вільних агентів.
Завершив професійну ігрову кар'єру у «Анжі», за яке виступав протягом 2011–2012 років.

## Виступи за збірну
1998 року провів два матчі у складі національної збірної Росії:
- 14 жовтня. Відбірковий матч чемпіонату Європи 2000 року. Ісландія — Росія 1:0. 78 хвилин, вийшов на заміну
- 18 листопада. Товариський матч. Бразилія — Росія 5:1. 90 хвилин

## Титули і досягнення
- Володар Кубка Росії (1):

«Зеніт»: 1998-99